# Viscosia profunda
Viscosia profunda (syn. Monocholaimus profundus) is een rondwormensoort uit de familie van de Oncholaimidae. De wetenschappelijke naam van de soort is voor het eerst geldig gepubliceerd in 1970 door Vitiello.